# Macrocalamus
Macrocalamus is een geslacht van slangen uit de familie toornslangachtigen (Colubridae) en de onderfamilie Calamariinae.

## Naam en indeling
De wetenschappelijke naam van de groep werd voor het eerst voorgesteld door Albert Günther in 1864.
Er zijn acht soorten, inclusief de pas in 2019 beschreven soort Macrocalamus emas. In veel bronnen wordt hierdoor een lager soortenaantal vermeld.

### Soorten
Het geslacht omvat de volgende soorten, met de auteur en het verspreidingsgebied.
| Naam                      | Auteur                                 | Verspreidingsgebied |
| ------------------------- | -------------------------------------- | ------------------- |
| Macrocalamus chanardi     | David & Pauwels, 2005                  | Maleisië            |
| Macrocalamus emas         | Quah, Anuar, Grismer, Wood & Nor, 2019 | Maleisië            |
| Macrocalamus gentingensis | Yaakob & Lim, 2002                     | Maleisië            |
| Macrocalamus jasoni       | Grandison, 1972                        | Maleisië            |
| Macrocalamus lateralis    | Günther, 1864                          | Maleisië, Thailand  |
| Macrocalamus schulzi      | Vogel & David, 1999                    | Maleisië            |
| Macrocalamus tweediei     | Lim, 1963                              | Maleisië            |
| Macrocalamus vogeli       | David & Pauwels, 2005                  | Maleisië            |

## Verspreiding en habitat
Vrijwel alle soorten komen endemisch voor in Maleisië, alleen de soort Macrocalamus lateralis komt daarnaast ook voor in Thailand.
De habitat bestaat uit vochtige tropische en subtropische bossen, zowel in bergstreken als in laaglanden.

## Beschermingsstatus
Door de internationale natuurbeschermingsorganisatie IUCN is aan zeven soorten een beschermingsstatus toegewezen. Al deze soorten worden beschouwd als 'veilig' (Least Concern of LC).